# Iuliu Baratky
Iuliu Baratky (węg. Gyula Barátky, ur. 14 maja 1910 w Nagyvárad, zm. 14 kwietnia 1962 w Bukareszcie) – rumuński piłkarz węgierskiego pochodzenia występujący na pozycji napastnika, reprezentant Rumunii (1930–1933) i Węgier (1933–1940), trener piłkarski.

## Kariera klubowa
Urodził się w 1910 roku w Nagyvárad w Austro-Węgrzech w zamożnej rodzinie węgierskich rzemieślników. Grę w piłkę nożną rozpoczął w wieku 8 lat w OSK Oradea. W 1922 roku przeszedł do drużyny juniorów Stăruinţy Oradea. W 1927 roku został przeniesiony do składu pierwszego zespołu. W 1928 roku zakupił go miejscowy rywal Stăruinţy CA Oradea. 
W sezonie 1928/29 występował w Hungária FC, z którym wywalczył mistrzostwo Węgier. W sezonie 1929/30 był zawodnikiem CA Oradea. Latem 1930 roku powrócił do Hungária FC. Wraz z tym zespołem zdobył Puchar Węgier w sezonie 1931/32. W barwach tego klubu występował do 1933 roku; zaliczył 76 meczów i strzelił 45 goli.
W 1933 roku Baratky powrócił do rodzinnego miasta, aby grać w Crișana Oradea. 10 września tegoż roku zadebiutował w Divizia A w spotkaniu z Venusem Bukareszt wygranym 1:0. Ogółem w latach 1933–1936 rozegrał w barwach Crişany 51 ligowych spotkań i zdobył 30 bramek. W 1936 roku przeniósł się do FC Rapid Bukareszt, gdzie zdobył sześciokrotnie Puchar Rumunii w sezonach 1936/37, 1937/38, 1938/39, 1939/40, 1940/41 oraz 1941/42. Od 1941 roku pełnił funkcję grającego trenera. W Rapidzie występował do 1944 roku i w 86 spotkaniach strzelił 61 goli. W 1944 roku zakupił go klub Carmen Bukareszt, jednak w tym samym roku powrócił do Rapidu. 
W 1946 roku ponownie został graczem Libertatei Oradea. W klubie tym wystąpił w 16 spotkaniach i strzelił 9 bramek. W 1947 roku podpisał roczny kontrakt z RATA Târgu Mureș, gdzie wystąpił w 2 spotkaniach. W 1948 roku zakończył karierę piłkarską.
| Sezon   | Klub              | Kraj    | Rozgrywki            | Mecze | Bramki |
| ------- | ----------------- | ------- | -------------------- | ----- | ------ |
| 1927/28 | Stăruinţa Oradea  | Rumunia | Campionatul Regiunii |       |        |
| 1928/29 | Hungária FC       | Węgry   | Nemzeti Bajnokság I  | 6     | 6      |
| 1929/30 | CA Oradea         | Rumunia | Campionatul Regiunii |       |        |
| 1930/31 | Hungária FC       | Węgry   | Nemzeti Bajnokság I  | 19    | 19     |
| 1931/32 | Hungária FC       | Węgry   | Nemzeti Bajnokság I  | 20    | 10     |
| 1932/33 | Hungária FC       | Węgry   | Nemzeti Bajnokság I  | 22    | 9      |
| 1933/34 | Crișana Oradea    | Rumunia | Divizia A            | 14    | 10     |
| 1934/35 | Crișana Oradea    | Rumunia | Divizia A            | 21    | 10     |
| 1935/36 | Crișana Oradea    | Rumunia | Divizia A            | 16    | 10     |
| 1936/37 | Rapid Bukareszt   | Rumunia | Divizia A            | 8     | 7      |
| 1937/38 | Rapid Bukareszt   | Rumunia | Divizia A            | 18    | 10     |
| 1938/39 | Rapid Bukareszt   | Rumunia | Divizia A            | 22    | 15     |
| 1939/40 | Rapid Bukareszt   | Rumunia | Divizia A            | 16    | 14     |
| 1940/41 | Rapid Bukareszt   | Rumunia | Divizia A            | 22    | 15     |
| 1941/42 | Rapid Bukareszt   | Rumunia | Campionatul Regiunii | 16    | 12     |
| 1942/43 | Rapid Bukareszt   | Rumunia | Campionatul Regiunii | 2     | 3      |
| 1943/44 | Rapid Bukareszt   | Rumunia | Campionatul Regiunii | 9     | 10     |
| 1943/44 | Carmen Bukareszt  | Rumunia | Campionatul Regiunii | 2     | 1      |
| 1944/45 | Rapid Bukareszt   | Rumunia | Campionatul Regiunii | 14    | 5      |
| 1946/47 | Libertatea Oradea | Rumunia | Divizia A            | 16    | 9      |
| 1947/48 | RATA Târgu Mureș  | Rumunia | Divizia A            | 2     | 0      |

## Kariera reprezentacyjna

### Reprezentacja Węgier
W 1930 roku, w trakcie gry dla Hungária FC, ze względu na swoje pochodzenie otrzymał węgierskie obywatelstwo i zdecydował się występować w reprezentacji tego kraju. 28 września 1930 zadebiutował w towarzyskim meczu z Niemcami w Dreźnie (3:5). W latach 1930–1933 rozegrał w reprezentacji Węgier 9 spotkań, nie zdobył żadnej bramki.
| Mecze i gole w reprezentacji Węgier | Mecze i gole w reprezentacji Węgier | Mecze i gole w reprezentacji Węgier | Mecze i gole w reprezentacji Węgier | Mecze i gole w reprezentacji Węgier | Mecze i gole w reprezentacji Węgier | Mecze i gole w reprezentacji Węgier |
| #                                   | Data                                | Miasto                              | Przeciwnik                          | Gol                                 | Wynik                               | Rozgrywki                           |
| ----------------------------------- | ----------------------------------- | ----------------------------------- | ----------------------------------- | ----------------------------------- | ----------------------------------- | ----------------------------------- |
| 1.                                  | 28.09.1930                          | Drezno                              | Niemcy                              |                                     | 3:5                                 | towarzyski                          |
| 2.                                  | 26.10.1930                          | Budapeszt                           | Czechosłowacja                      |                                     | 1:1                                 | towarzyski                          |
| 3.                                  | 03.05.1931                          | Wiedeń                              | Austria                             |                                     | 0:0                                 | towarzyski                          |
| 4.                                  | 27.11.1932                          | Mediolan                            | Włochy                              |                                     | 2:4                                 | towarzyski                          |
| 5.                                  | 29.01.1933                          | Lizbona                             | Portugalia                          |                                     | 0:1                                 | towarzyski                          |
| 6.                                  | 05.03.1933                          | Amsterdam                           | Holandia                            |                                     | 2:1                                 | towarzyski                          |
| 7.                                  | 19.03.1933                          | Budapeszt                           | Czechosłowacja                      |                                     | 2:0                                 | towarzyski                          |
| 8.                                  | 30.04.1933                          | Budapeszt                           | Austria                             |                                     | 1:1                                 | towarzyski                          |
| 9.                                  | 02.07.1933                          | Solna                               | Szwecja                             |                                     | 2:5                                 | towarzyski                          |

### Reprezentacja Rumunii
Karierę reprezentacyjną w reprezentacji Rumunii rozpoczął 29 października 1933 meczem przeciwko reprezentacji Szwajcarii, wygranym 2:0. W 1934 roku został powołany na Mistrzostwa Świata 1934. Nie wystąpił w żadnym spotkaniu. 
W 1938 roku otrzymał powołanie na Mistrzostwa Świata 1938. Wystąpił tam w 2 spotkaniach przeciwko reprezentacji Kuby. W pierwszym starciu tych drużyn, zremisowanym 3:3, Baratky w 88. minucie strzelił bramkę na 2:2. Po raz ostatni w reprezentacji Rumunii, dla której zagrał w 20 spotkaniach i strzelił 13 bramek, wystąpił w 1940 roku.
| Mecze i gole w reprezentacji Rumunii | Mecze i gole w reprezentacji Rumunii | Mecze i gole w reprezentacji Rumunii | Mecze i gole w reprezentacji Rumunii | Mecze i gole w reprezentacji Rumunii | Mecze i gole w reprezentacji Rumunii | Mecze i gole w reprezentacji Rumunii |
| #                                    | Data                                 | Miasto                               | Przeciwnik                           | Gol                                  | Wynik                                | Rozgrywki                            |
| ------------------------------------ | ------------------------------------ | ------------------------------------ | ------------------------------------ | ------------------------------------ | ------------------------------------ | ------------------------------------ |
| 1.                                   | 29.10.1933                           | Berno                                | Szwajcaria                           |                                      | 2:2                                  | El. MŚ 1934                          |
| 2.                                   | 25.08.1935                           | Erfurt                               | Niemcy                               |                                      | 2:4                                  | towarzyski                           |
| 3.                                   | 01.09.1935                           | Sztokholm                            | Szwecja                              |                                      | 1:7                                  | towarzyski                           |
| 4.                                   | 03.11.1935                           | Bukareszt                            | Polska                               |                                      | 4:1                                  | towarzyski                           |
| 5.                                   | 10.06.1937                           | Bukareszt                            | Belgia                               | Gol · Gol                            | 2:1                                  | towarzyski                           |
| 6.                                   | 27.06.1937                           | Bukareszt                            | Szwecja                              | Gol · Gol                            | 2:2                                  | towarzyski                           |
| 7.                                   | 04.07.1937                           | Łódź                                 | Polska                               | Gol · Gol                            | 4:2                                  | towarzyski                           |
| 8.                                   | 12.07.1937                           | Ryga                                 | Łotwa                                |                                      | 0:0                                  | towarzyski                           |
| 9.                                   | 14.07.1937                           | Tallinn                              | Estonia                              |                                      | 1:2                                  | towarzyski                           |
| 10.                                  | 06.09.1937                           | Belgrad                              | Jugosławia                           | Gol                                  | 1:2                                  | towarzyski                           |
| 11.                                  | 05.06.1938                           | Tuluza                               | Kuba                                 | Gol                                  | 3:3                                  | MŚ 1938                              |
| 12.                                  | 09.06.1938                           | Tuluza                               | Kuba                                 |                                      | 1:2                                  | MŚ 1938                              |
| 13.                                  | 06.09.1938                           | Belgrad                              | Jugosławia                           |                                      | 1:1                                  | Puchar Sąsiadów                      |
| 14.                                  | 25.09.1938                           | Bukareszt                            | Niemcy                               |                                      | 1:4                                  | towarzyski                           |
| 15.                                  | 04.12.1938                           | Praga                                | Czechosłowacja                       | Gol                                  | 2:6                                  | Puchar Sąsiadów                      |
| 16.                                  | 11.06.1939                           | Bukareszt                            | Włochy                               |                                      | 0:1                                  | towarzyski                           |
| 17.                                  | 31.03.1940                           | Bukareszt                            | Jugosławia                           | Gol                                  | 3:3                                  | Danube Cup                           |
| 18.                                  | 14.04.1940                           | Rzym                                 | Włochy                               | Gol                                  | 1:2                                  | towarzyski                           |
| 19.                                  | 19.05.1940                           | Budapeszt                            | Węgry                                |                                      | 0:2                                  | Danube Cup                           |
| 20.                                  | 14.07.1940                           | Frankfurt                            | Niemcy                               | Gol · Gol                            | 3:9                                  | towarzyski                           |

## Kariera trenerska
Karierę trenerską rozpoczął w 1941 roku jako grający trener w FC Rapid Bukareszt. Z zespołem tym wygrał nieoficjalne mistrzostwo i Puchar Rumunii w sezonie 1941/42. W 1946 roku został grającym trenerem Libertatei Oradea. 
Trenował ten klub do 1947, lecz w tym samym czasie został grającym trenerem RATA Târgu Mureș. W 1948 roku na kilka miesięcy objął stanowisko selekcjonera reprezentacji Rumunii, którą prowadził w 4 spotkaniach. W 1952 roku został szkoleniowcem FC Dinamo Bukareszt, które prowadził przez jeden sezon. Pod koniec 1953 roku ponownie został trenerem Progresulu Oradea. 
W połowie sezonu 1954 opuścił zespół nie odnosząc żadnego zwycięstwa i został zastąpiony przez Dincę Schileru. W sezonie 1957/58 ponownie został szkoleniowcem drużyny FC Dinamo Bukareszt. Poprowadził klub do zdobycia pierwszego w historii Pucharu Rumunii w sezonie 1958/59. Po tym sezonie został trenerem juniorów FC Dinamo. Trenował ten zespół do momentu śmierci w kwietniu 1962 roku.

## Sukcesy

### Jako piłkarz
Hungária FC
- mistrzostwo Węgier: 1928/29
- Puchar Węgier: 1931/32

FC Rapid Bukareszt
- Puchar Rumunii: 1936/37, 1937/38, 1938/39, 1939/40, 1940/41, 1941/42

### Jako trener
FC Rapid Bukareszt
- Puchar Rumunii: 1940/41, 1941/42

FC Dinamo Bukareszt
- Puchar Rumunii: 1958/59